# 住崎
住崎（すみさき）は、愛知県西尾市の地名。住崎・住崎町。

## 地理

### 河川・池沼
- 北浜川

### 交通
- 愛知県道43号岡崎碧南線
- 愛知県道308号米津平坂線
- 愛知県道309号刈宿住崎線
- 平坂街道

### 施設
- 住崎1号公園
- 住崎2号公園
- 住崎3号公園
- 住崎西部児童遊園

## 歴史

### 地名の由来
洲見岬もしくは洲見崎から変化したものとみられる。

### 沿革
- 江戸時代 - 三河国幡豆郡住崎村として所在[1]。西尾藩領[1]。
- 1889年（明治22年） - 奥津村大字住崎となる[1]。
- 1906年（明治39年） - 西尾町大字住崎となる[1]。
- 1953年（昭和28年） - 西尾市住崎となる[1]。
- 1954年（昭和29年） - 西尾市住崎町となる[1]。

### WEB
1. ↑  “愛知県西尾市の町丁・字一覧”.   人口統計ラボ. 2023年12月31日閲覧。
2. ↑  “読み仮名データの促音・拗音を小書きで表記するもの(zip形式) 愛知県” (zip).   日本郵便 (2024年2月29日). 2024年3月26日閲覧。
3. ↑  “市外局番の一覧” (PDF).   総務省 (2022年3月1日). 2022年3月22日閲覧。
4. ↑  “ナンバープレートについて”.   一般社団法人愛知県自動車会議所. 2024年1月21日閲覧。

### 書籍
1. 1 2 3 4 5 6 7  「角川日本地名大辞典」編纂委員会 1989, p. 735.